# 야쓰기역
야쓰기역(일본어: 八次駅)은 일본 히로시마현 미요시시에 위치한 서일본 여객철도 게이비 선의 철도역이다. 단선 승강장 1면 1선의 구조를 갖춘 지상역이다. 또한, 게이비 선의 열차도 직통 운행하기 때문에 정차한다.

## 역 주변
- 국도 제183호선 · 국도 제184호선
- 구마노 진자
- 히로시마 현립 미요시 공원

## 역사
- 1922년 6월 7일 : 게이비 철도가 미요시 역(현 · 니시미요시 역)으로부터 시오마치 역(현 · 가미스기역)까지 연장했던 때에 개업.
- 1933년 6월 1일 : 게이비 철도 일부 구간 매수에 의해 국유화. 쇼바라 선의 소속역이 된다.
- 1936년 10월 10일 : 쇼바라 선이 산신 선에 편입되어, 이 역도 그 소속으로 한다.
- 1937년 7월 1일 : 산신 선이 게이비 선의 일부가 되어, 이 역도 그 소속으로 한다.
- 1971년 12월 20일 : 무인역화.
- 1987년 4월 1일 : 일본국유철도 분할 민영화에 의해, 서일본 여객철도가 승계.
- 2008년 3월 31일 : 이 날을 기점으로 승차권 위탁 발매를 종료.

## 인접 역
| 서일본 여객철도 게이비 선 | 서일본 여객철도 게이비 선 | 서일본 여객철도 게이비 선 |
| ------------------------- | ------------------------- | ------------------------- |
| 가미스기 니미 방면        | ■ 게이비 선 · ■ 후쿠엔 선 | 미요시 히로시마 방면      |